# Amblytylus
Amblytylus is een geslacht van wantsen uit de familie blindwantsen. Het geslacht werd voor het eerst wetenschappelijk beschreven door Franz Xaver Fieber in 1858 .

## Soorten
Het genus bevat de volgende soorten:

- Amblytylus albidus (Hahn, 1834)
- Amblytylus amoenus Wagner, 1958
- Amblytylus arnoldiorum Kerzhner, 1977
- Amblytylus brevicollis Fieber, 1858
- Amblytylus concolor Jakovlev, 1877
- Amblytylus crassicornis Wagner, 1964
- Amblytylus eckerleini Wagner, 1964
- Amblytylus erectus Wagner, 1971
- Amblytylus glaucicollis (Kerzhner, 1977)
- Amblytylus gregarius Linnavuori, 1961
- Amblytylus jani Fieber, 1858
- Amblytylus longicornis Wagner, 1953
- Amblytylus luridus Hoberlandt, 1961
- Amblytylus montanus (Wagner, 1974)
- Amblytylus nasutus (Kirschbaum, 1856)
- Amblytylus peitho Linnavuori, 1997
- Amblytylus scutellaris Horváth, 1905
- Amblytylus similis Wagner, 1971
- Amblytylus tarsalis Reuter, 1894
- Amblytylus vittiger Reuter, 1899